# Asticta alikanga
Asticta alikanga là một loài bướm đêm trong họ Erebidae.